# Sistema di accesso condizionato
Un sistema di accesso condizionato, in sigla CAS (dal corrispondente termine inglese "conditional access system"), è una tecnologia che utilizza algoritmi per consentire l'accesso a dati o contenuti codificati o criptati da parte del distributore. Attraverso questo meccanismo viene permesso l'accesso solo a coloro che sono autorizzati, secondo le modalità che il distributore dei dati o contenuti avrà scelto. È il tipico caso dell'accesso a programmi o piattaforme televisive a pagamento sia satellitari che terrestri.

## Elenco di sistemi di accesso condizionato

### Analogici
- EuroCrypt
- Nagravision
- Videocipher
- VideoCrypt

### Digitali
- BISS
- Conax
- Cryptoworks
- Irdeto
- KeyFly
- Mediaguard
- Nagravision
- VideoGuard
- PowerVu
- RAS
- Safeview, su safeviewtv.com. URL consultato il 18 febbraio 2022 (archiviato dall'url originale il 24 maggio 2019).
- Viaccess